# Guggenheimmuseet, Bilbao

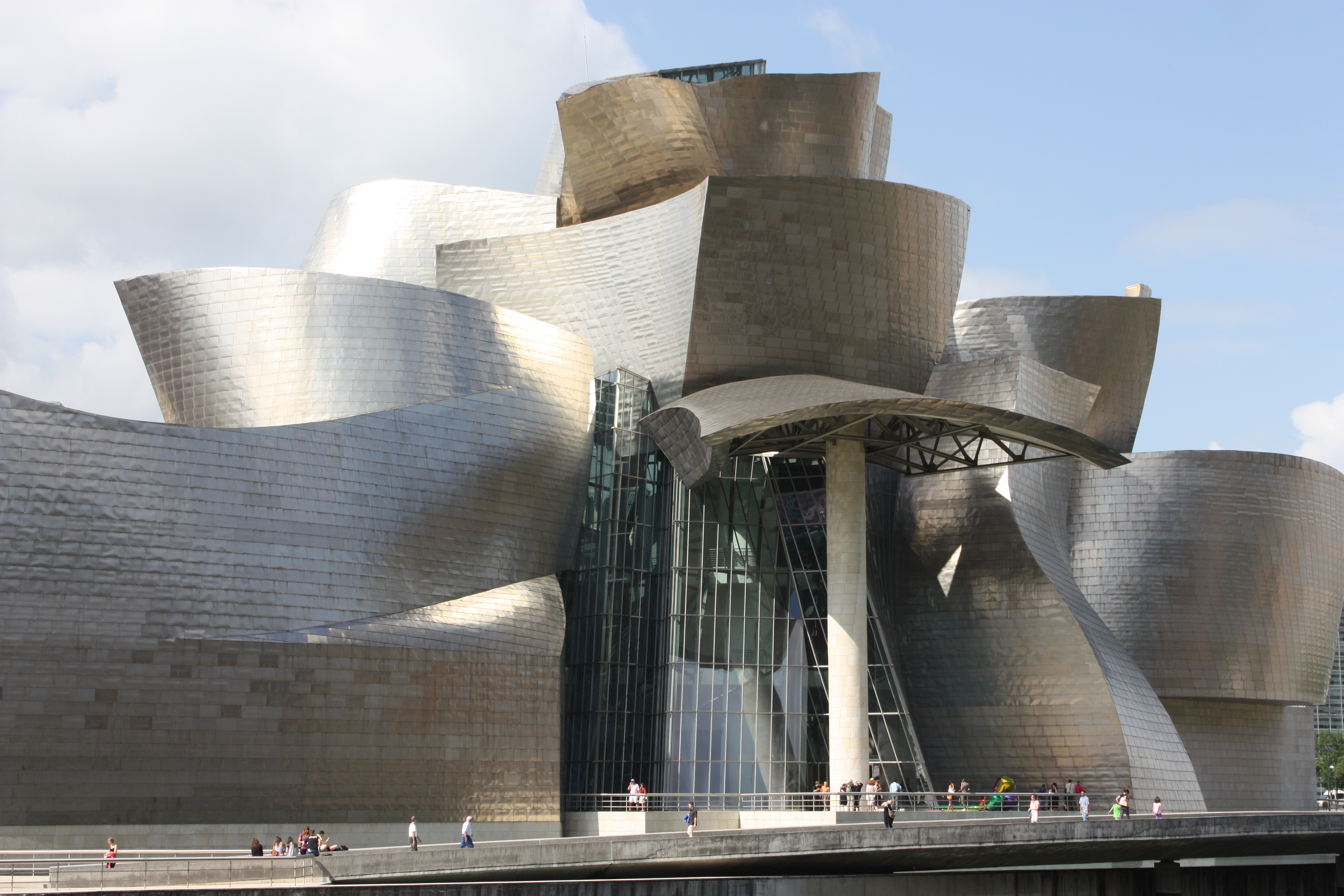
Guggenheimmuseet i Bilbao.

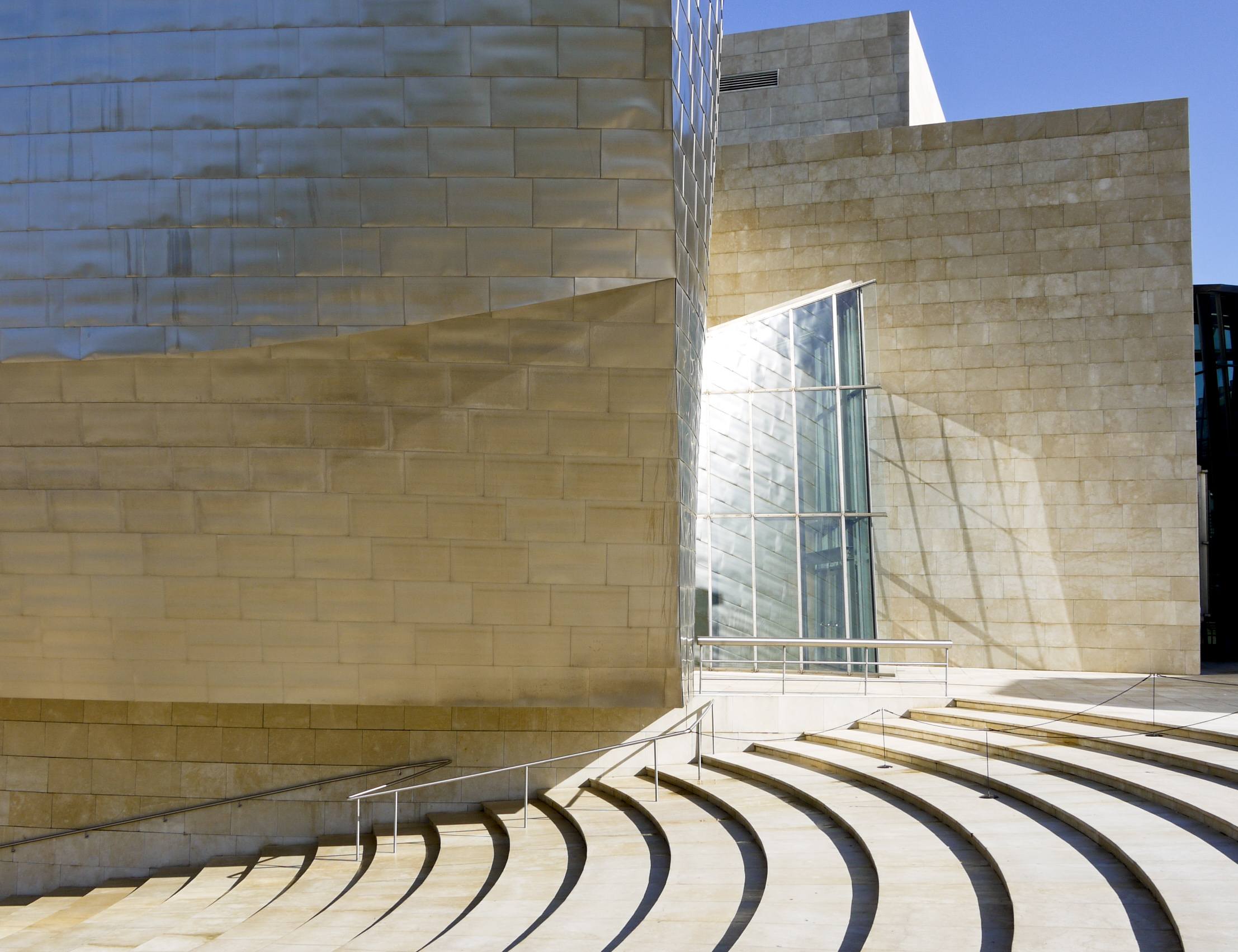
Museet har fasader i glas, titan och kalksten.

Guggenheimmuseet i Bilbao är ett konstmuseum för modern och samtida konst i Bilbao i Spanien, beläget vid floden Nervión i stadens centrum. Byggnaden ritades av den kanadensisk-amerikanske arkitekten Frank Gehry och invigdes 1997.
Guggenheimmuseet har uppmärksammats för sin djärva, originella arkitektur i dekonstruktivistisk stil. Byggnaden kom att bli ett turistmål i sig och anses ha medverkat till en ekonomisk uppgång i staden, något som givit upphov till den den så kallade Bilbaoeffekten – att en arkitektoniskt framstående byggnad leder till en stadsomvandling.
När Guggenheimmuseet var färdigt byggt så blev den kritiserad som antingen det bästa eller det värsta som har hänt i konst världen under de senaste åren.

## Historik
1991 ville den baskiska regeringen renovera Bilbaos förfallna hamnkvarter som tidigare varit stadens huvudsakliga inkomstkälla. Som en del av förnyelseplanen ansökes till Guggenheimstiftelsen om tillstånd att uppföra ett Guggenheimmuseum. Museibyggnaden invigdes 1997 som ett samarbetsprojekt mellan Guggenheimstiftelsen och Baskien.

## Arkitektur
Byggnaden är uppbyggd av en serie, till synes, slumpmässigt komponerade morfiska volymelement, klädda i högreflekterande titan som ger hela byggnaden något av en aura under dagtid. Dessa volymer definierar de olika rummen och utställningshallarna i byggnaden. Denna komplexa stil, som blivit något av ett signum för Frank Gehry, har till stora delar skapats genom CAD-programmet CATIA och datorsimuleringar.

### Omdömen
Byggnadens kurvor var avsedda att verka slumpmässiga. Arkitekten sade att "kurvornas slumpmässighet är designade för att fånga ljuset". När det öppnades för allmänheten 1997 blev museet snabbt hyllat som en av världens mest spektakulära byggnader, byggd i en  dekonstruvistisk stil, även om Gehry inte hänför sig till den arkitektoniska riktningen.[källa behövs] 2007 kallade arkitekten Philip Johnson byggnaden för "den mest framstående byggnaden i vår tid".

## Bildgalleri

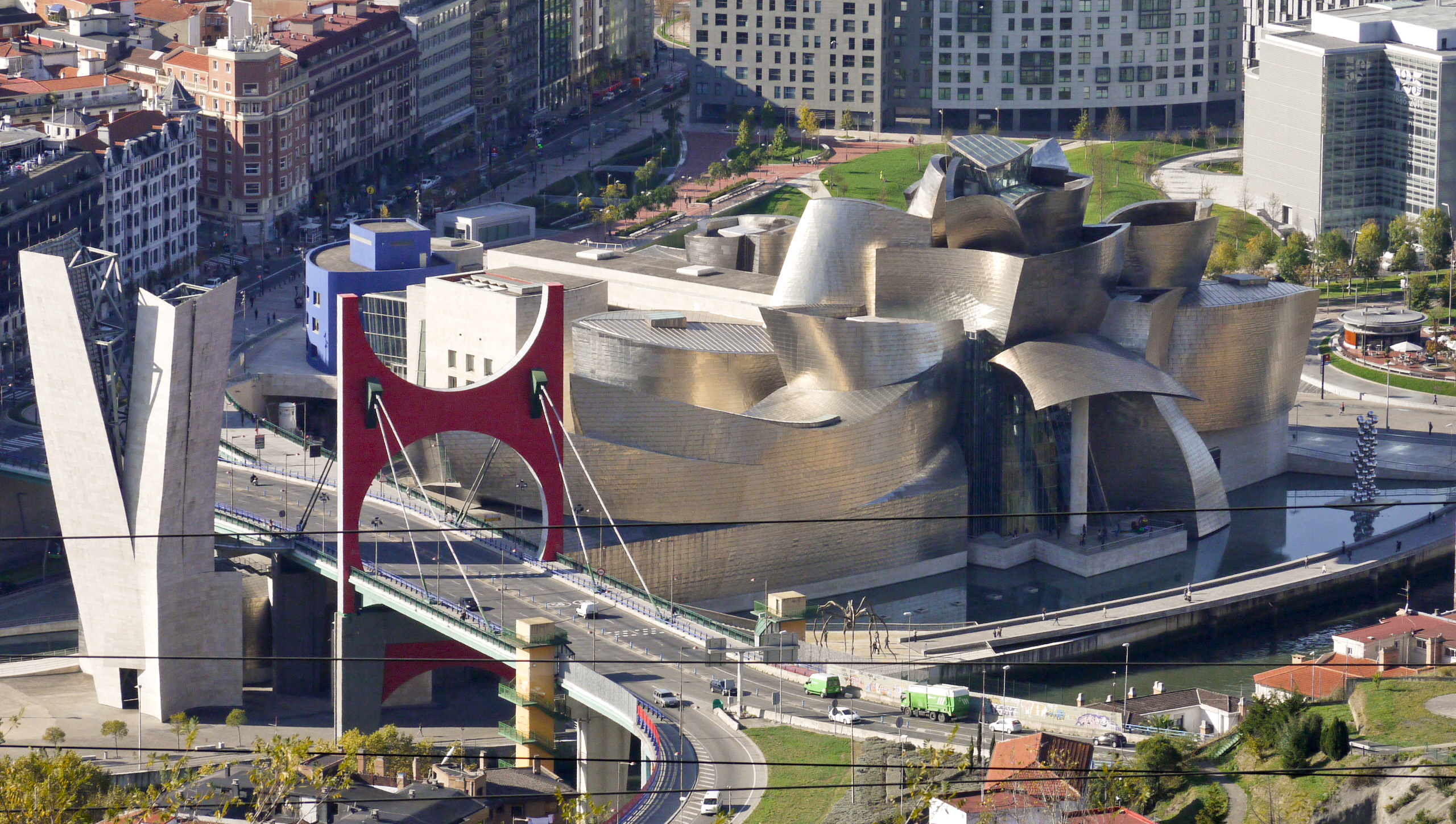
Guggenheimmuseet sett från berget Artxanda.
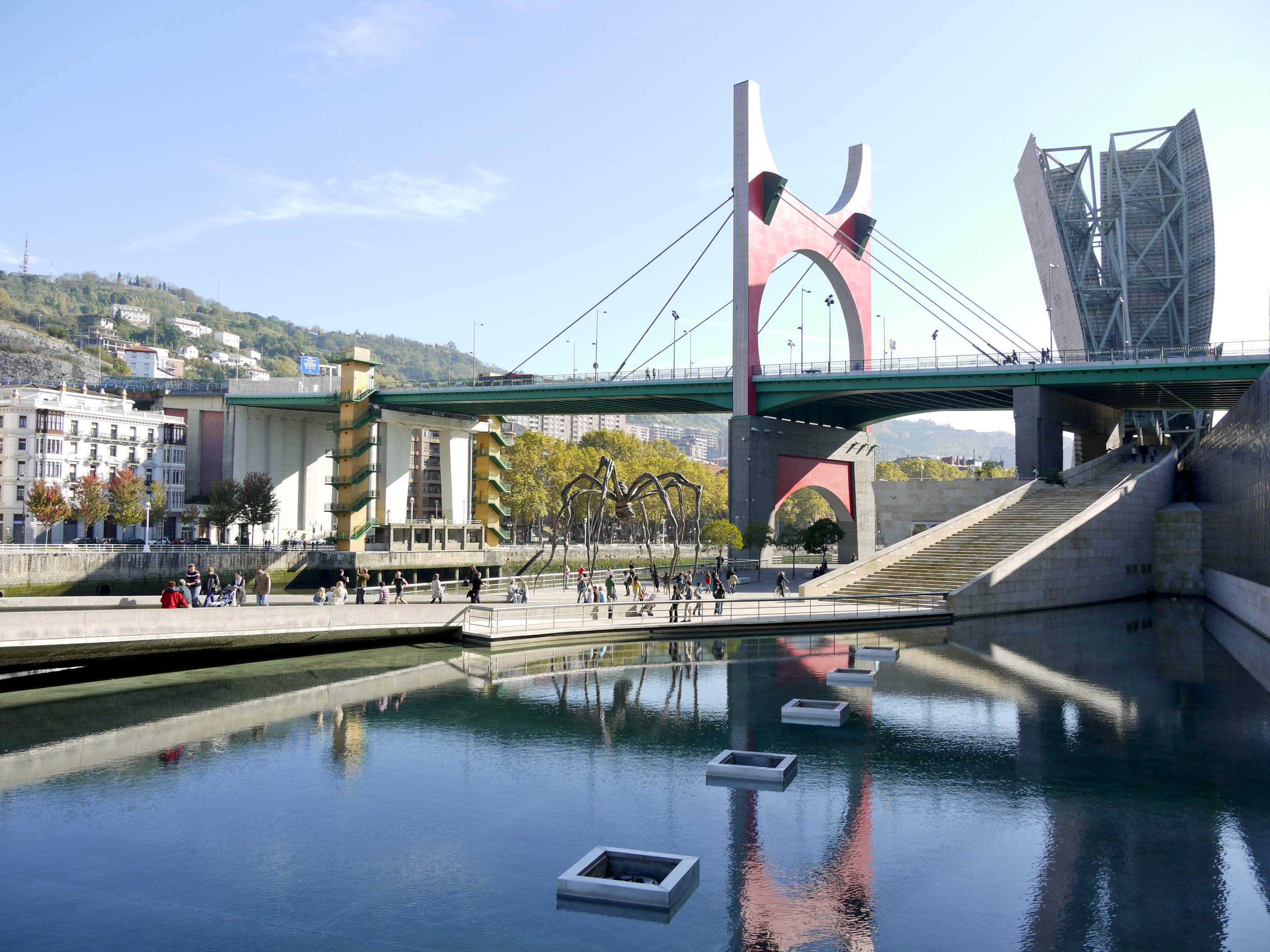
Vy från museets norra sida.
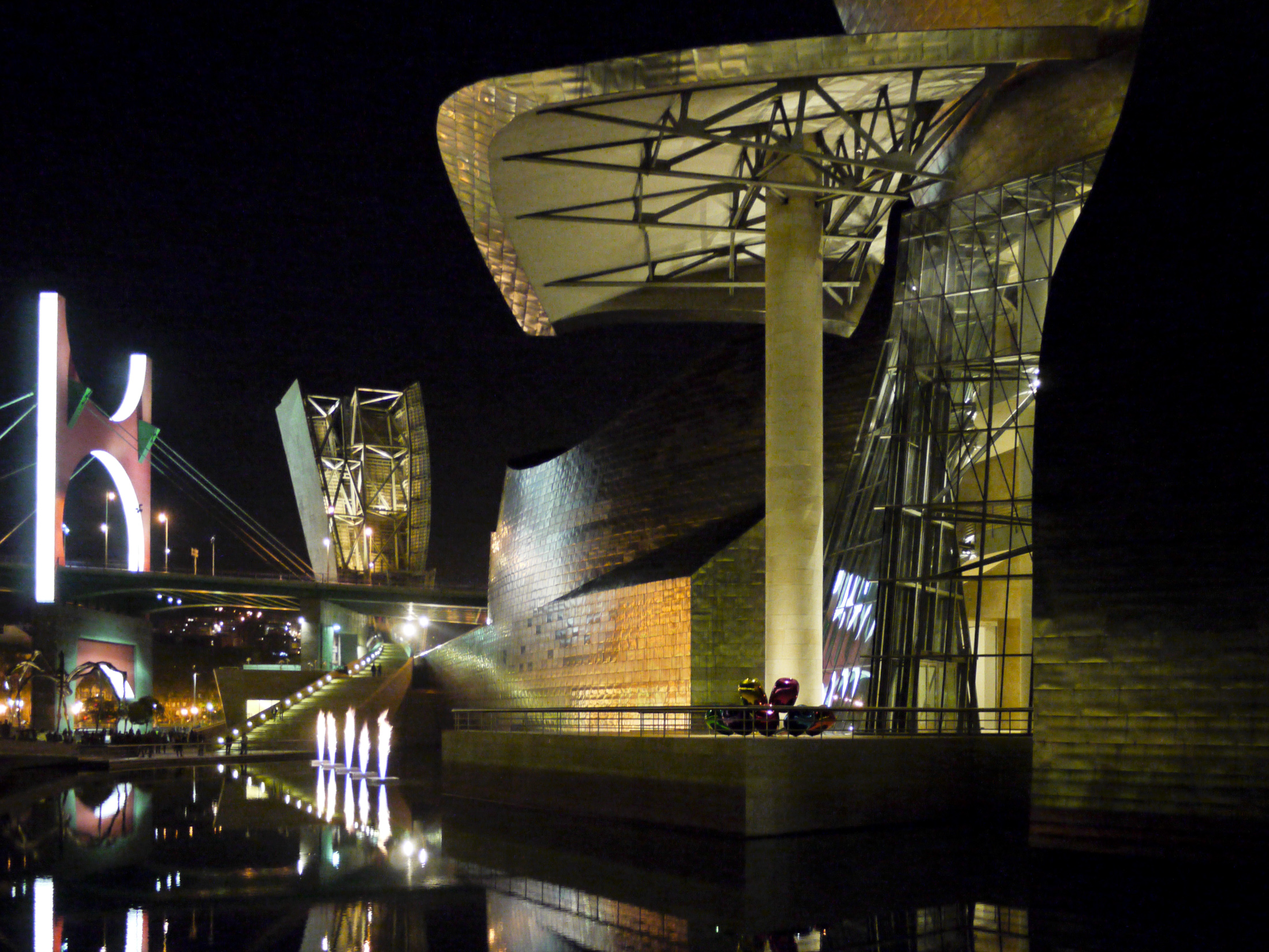
Vy nattetid från museets norra sida.
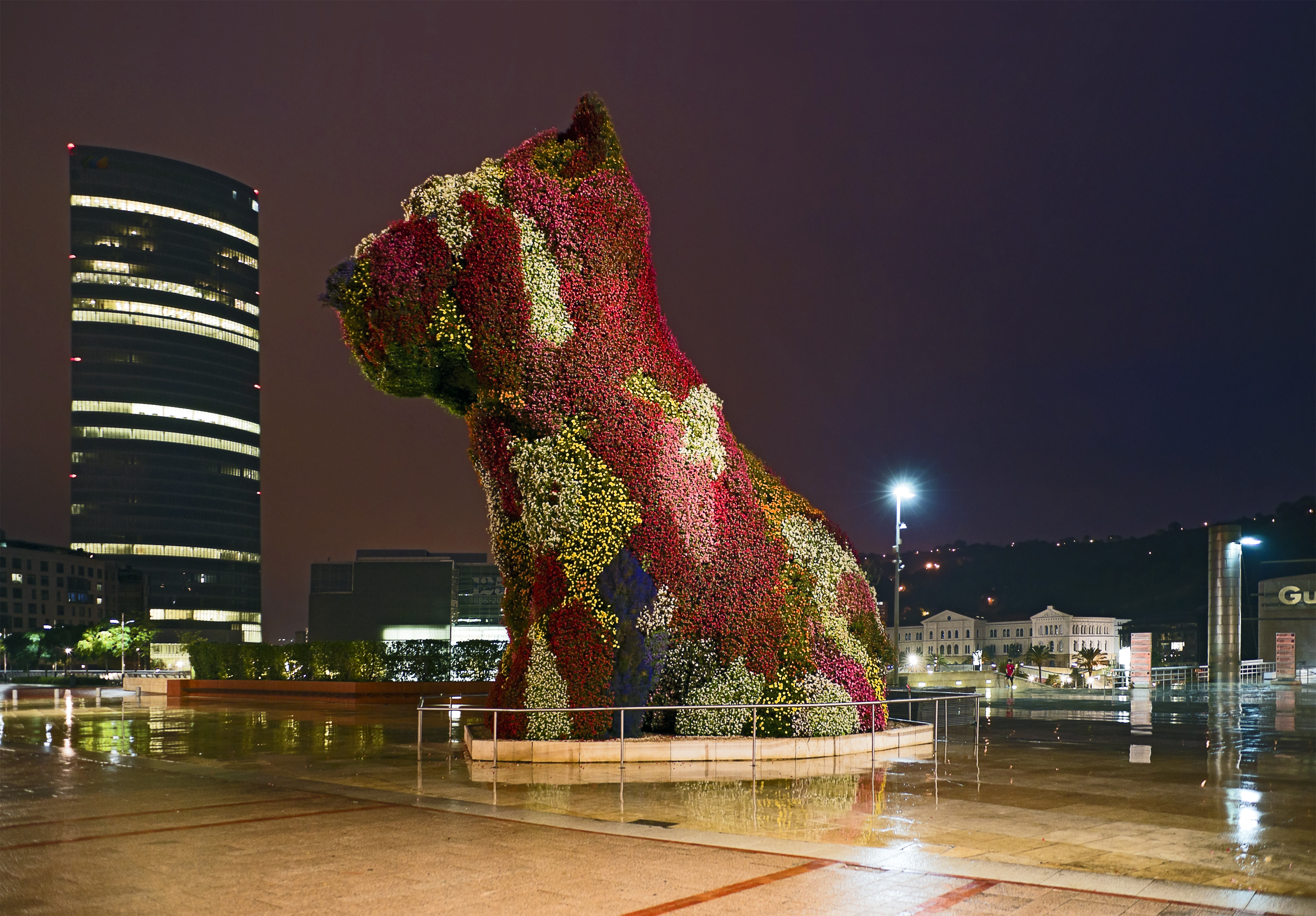
Skulpturen Puppy av Jeff Koons framför museet.